# ESPN Speed World
ESPN Speed World est un jeu vidéo de course sorti en 1994 sur Mega Drive et Super Nintendo. Le jeu a été développé et édité par Sony Imagesoft.